# Algernon Swinburne

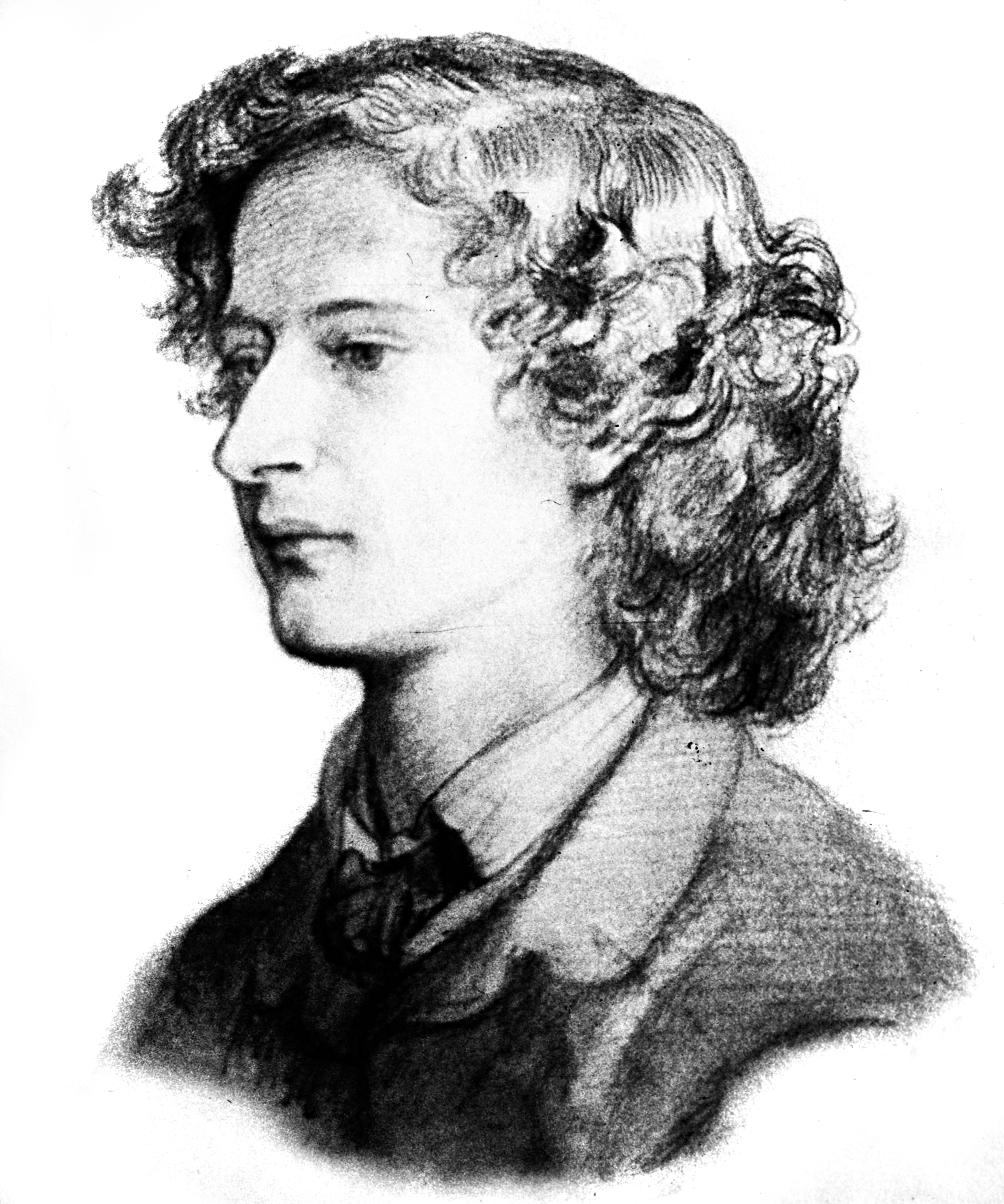
Swinburn, door Dante Gabriel Rossetti, 1860

Algernon Charles Swinburne (Londen, 5 april 1837 – aldaar, 10 april 1909) was een Engels schrijver en dichter. 

## Leven en werk
Swinburne werd geboren als tweede zoon van een Engels admiraal en bracht zijn jeugd door op het landgoed van zijn grootvader, nabij Morpeth. Hij ging in 1852 vreemde talen studeren op Eton College en daarna (1856-1860) letteren op Oxford University. Teleurgesteld in het weinig avontuurlijke beeld van het dichterschap dat daar werd geschetst door professor Matthew Arnold brak hij zijn studie af. Hij verdiepte zich daarna in de Griekse literatuur. De geschriften van Plato hadden een grote impact op hem. Na de dood van zijn zuster in 1863, die hem enorm lijkt te hebben geschokt, stortte hij zich in het Londense culturele leven. Hij zocht er aansluiting bij de kring der Prerafaëlieten, met wie hij in Oxford kennis had gemaakt. Hierbij waren Edward Burne-Jones en William Morris. In die periode schreef hij ook zijn eerste verzen, later gebundeld in Poems and Ballads (1866).
"Hymn to Proserpine" is een gedicht van Algernon Charles Swinburne, gepubliceerd in Poems and Ballads in 1866. Het gedicht is gericht aan de godin Proserpina (mythologie), het Romeinse equivalent van Persephone, maar betreurt de opkomst van het christendom en het verdringen van cultus van de Romeinse godin. 
Swinburne propageerde in zijn poëzie het principe van “L’art-pour-l’art”, in suggestieve, sensuele en heidense verzen waarin de woordmuziek en ritmiek de betekenis naar het tweede plan verwijzen. Welbewust schoffeert hij de conventionele morele gevoelens van zijn tijd. Poems and Ballads lokte ook dan ook stevige protesten uit, terwijl andere critici Swinburne begroetten als de belangrijkste dichter na Alfred Tennyson. In diverse literaire tijdschriften leidde het verschijnen van zijn verzen tot felle polemieken.
Swinburne was ook een vooraanstaand toneelschrijver, vooral van neo-hellenistische drama’s. Zijn debuut Atalanta in Calydon (1865) werd geprezen door John Ruskin en Alfred Tennyson. Het sterkst toont hij zich in de koren (‘chorus’), waarin hij zijn gevoel voor woord en klank ten volle kan uitleven. De dialogen zijn echter vaak lang, de personages statisch en de handeling mist een bepaalde actie. Hetzelfde geldt feitelijk voor zijn latere romans: het niveau van zijn vroege dichtwerken weet hij volgens critici niet meer te evenaren.
Swinburne stond bekend om zijn extravagante leven. Hij reisde veel, steunde actief de Italiaanse vrijheidsbeweging en ontmoette persoonlijk Giuseppe Mazzini. Verder verbleef hij vaak in Frankrijk, bleef zijn hele leven geïnteresseerd in de Franse literatuur, bewonderde Théophile Gautier en Markies de Sade, en stond hij bekend om zijn hedonistische levenswijze en zijn interesse in sadomasochisme. In 1879 trok hij zich met alcohol- en gezondheidsproblemen terug op een landgoed te Putney, samen met zijn vriend, criticus Theodore Watts, die een wakend oog op hem hield. Zijn dichterlijke loopbaan was daarmee echter ten einde en hij schreef enkel nog een aantal essays, onder meer over Shakespeare, Maria Stuart en de Tristan en Isolde-sage.

## Bibliografie (selectie)

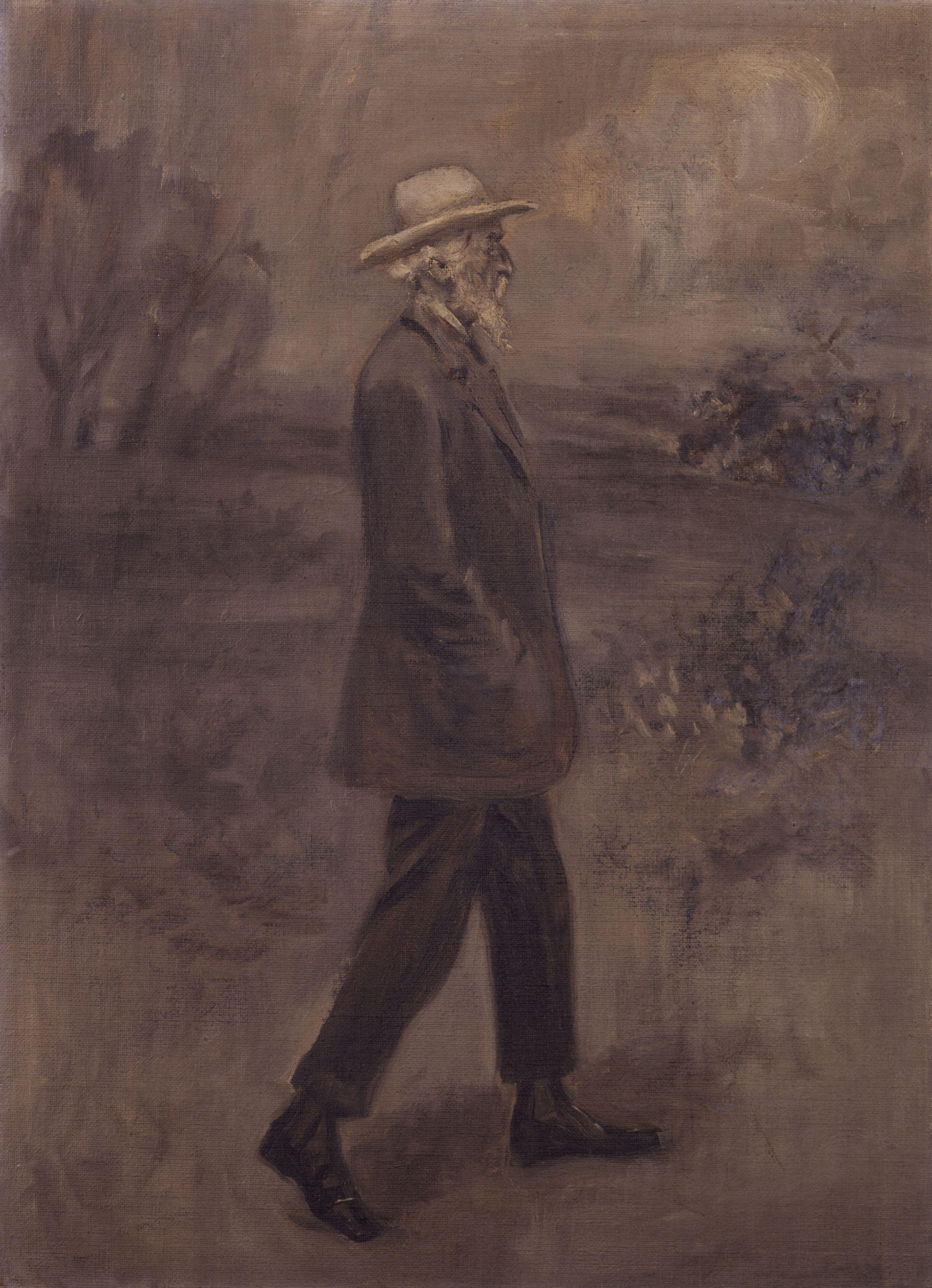
Dream that the lips once breathless
Might quicken if they would;
Say that the soul is deathless;
Dream that the gods are good;
Say March may wed September,
And time divorce regret;
But not that you remember,
And not that I forget.
("Rococo", regel 25-32)